# Bregninge Sogn (Kalundborg Kommune)

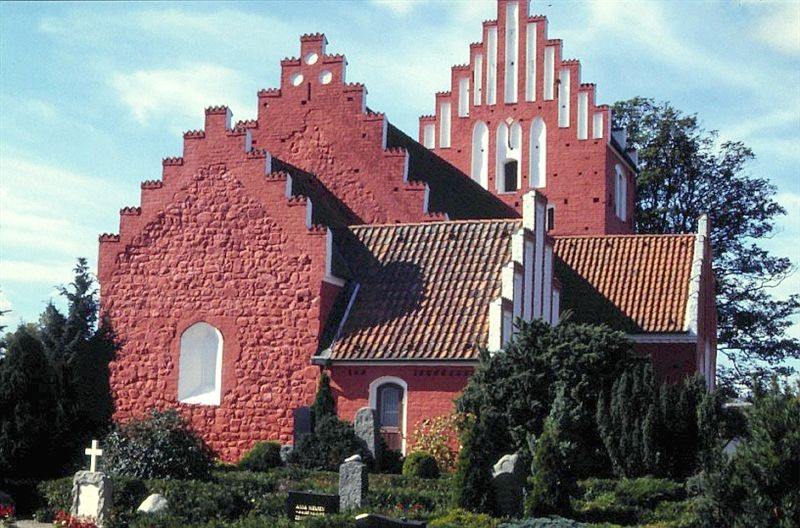
Bregninge Kirke

Bregninge Sogn ist eine ehemalige Kirchspielsgemeinde (dän.: Sogn) auf der dänischen Insel Seeland.
Bis 1970 gehörte sie zur Harde Skippinge Herred im damaligen Holbæk Amt, danach zur Bjergsted Kommune im Vestsjællands Amt, die wiederum im Zuge der Kommunalreform zum 1. Januar 2007 in der erweiterten Kalundborg Kommune in der Region Sjælland aufgegangen ist.
Der ehemalige Kirchenbezirk „Alleshave Kirkedistrikt“, der westlich auf dem Gebiet der Gemeinde lag, wurde am 1. Oktober 2010 als Alleshave Sogn eigenständig.
Am 1. Januar 2020 wurden Alleshave Sogn, Bregninge Sogn und Bjergsted Sogn zum Bregninge-Bjergsted-Alleshave Sogn zusammengelegt.
Am 1. Oktober 2019 lebten 1.311 Einwohner im Kirchspiel, am 1. Januar 2023 237 in der Ortschaft Eskebjerg und 421 in der Ortschaft Kaldred. Die „Bregninge Kirke“ liegt auf dem Gebiet der Gemeinde.
Nachbargemeinden waren im Nordosten Føllenslev Sogn, im Osten Særslev Sogn, im Südosten Bjergsted Sogn, im Südwesten Viskinge Sogn sowie im Westen Værslev Sogn. Im Norden grenzt das Kirchspiel an den Samsø Bælt.